# 10803 Caléyo
10803 Caléyo este un asteroid din centura principală, descoperit pe 21 octombrie 1992, de Tsutomu Seki.